# ベントレー・Rタイプ

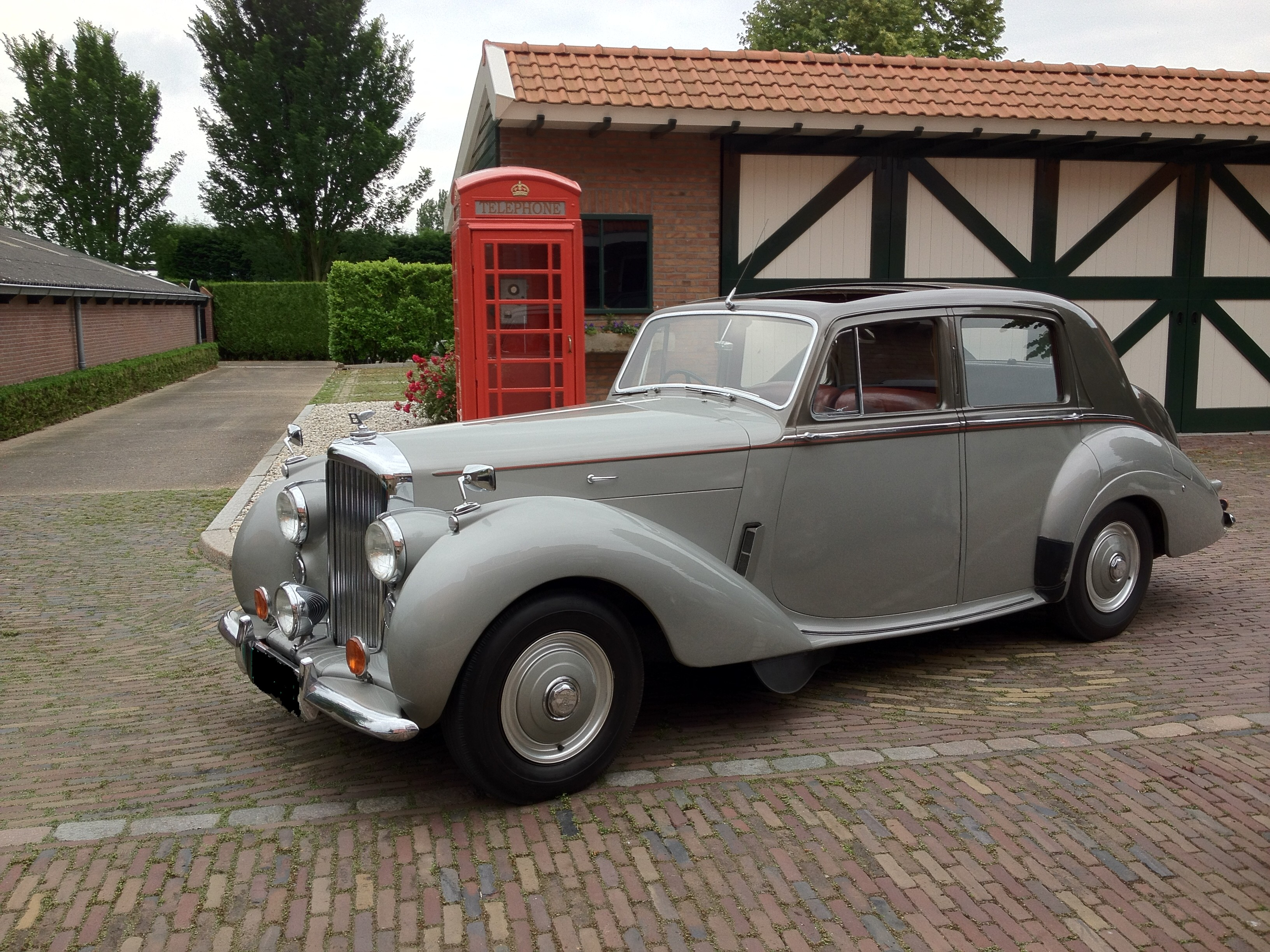
スタンダードスチールサルーンボディのRタイプ

Rタイプはベントレーが1952年から1955年に製造した乗用自動車である。

## 概要
ベントレー・マークVIの兄弟車ロールス・ロイス・シルヴァードーンが1952年にマイナーチェンジをした際、名称を変更せずマイナーチェンジの扱いだったが、マークVIはモデルチェンジの扱いとなりRタイプとなった。マークVIIRタイプとする文献もある。
内容はシャシ改良とスタンダードスチールボディの延長でトランクが大型化された。シフトレバーは右ハンドル仕様でシート右横フロアシフト、左ハンドル仕様でコラムシフト。また4速ATを1952年のうちにオプション設定、1953年には左ハンドル仕様で標準化、1954年には右ハンドル仕様でも標準となった。
ボディは引き続きロールス・ロイス製スタンダードスチールボディであったがコーチビルドボディも用意された。
1955年、シルヴァードーンのシルヴァークラウドへのモデルチェンジと同時にSタイプにモデルチェンジして製造中止となった。生産台数は2,320台で、うちコーチビルド303台。

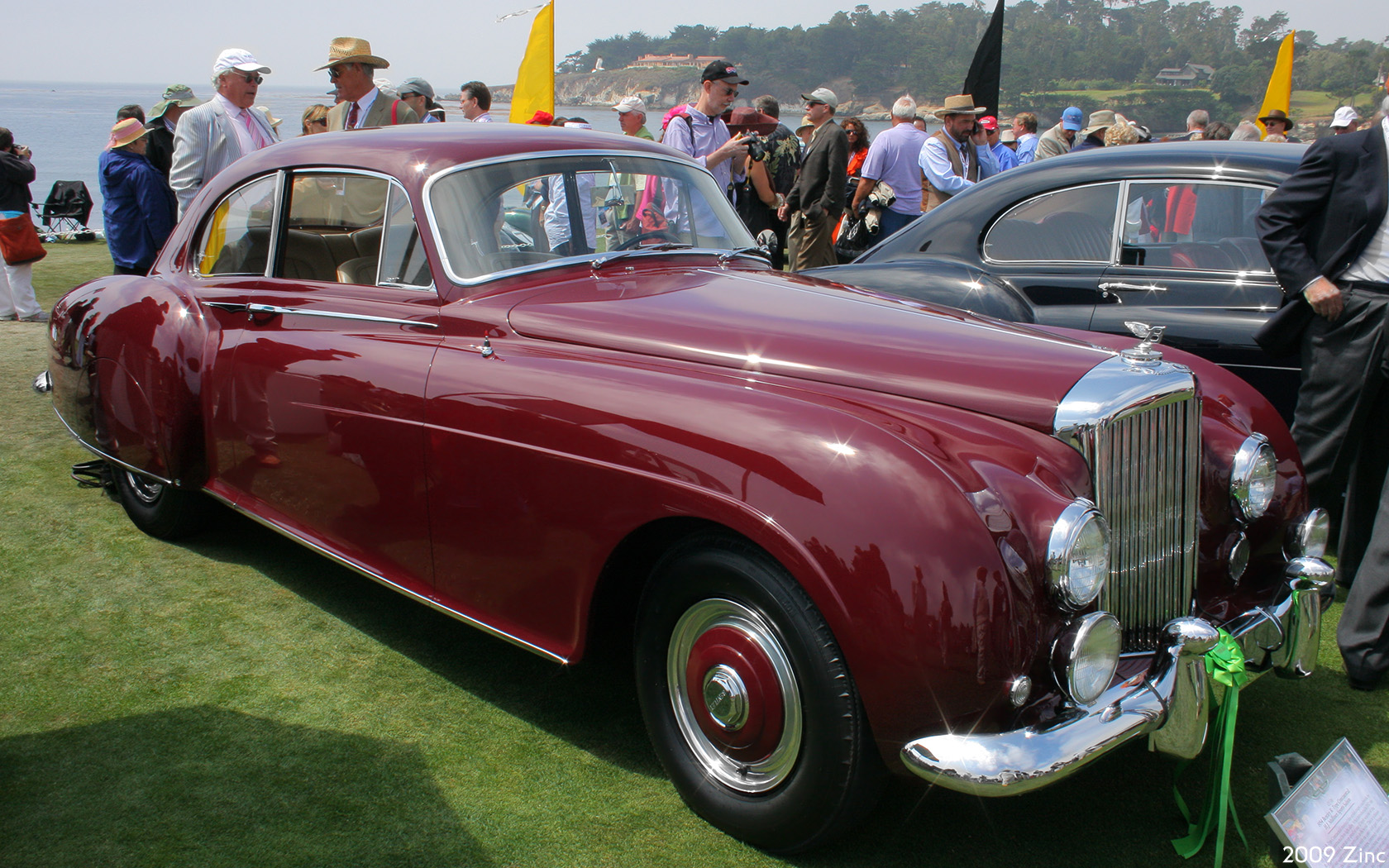
Rタイプ・コンチネンタル

## コンチネンタル
第二次世界大戦後のベントレーがツインSUキャブレターとホイールベースを除いてロールス・ロイスと変わらなくなってしまった反省から企画され、少なくとも戦前のロールス・ロイス製ベントレーの水準までスポーツ的な性格を回復したモデルがRタイプ・コンチネンタルである。
圧縮比を6.75から7.25に上げ、2ドアコーチビルドボディ架装を前提とする。重量は通常のRタイプのスタンダードスチールボディで1,912 kgだったものが1,678 kgに軽量化され、最終減速比を3.47から3.077に引き下げ、空気抵抗低減も相まってSS¼マイルを18.5秒で走った。トランスミッションは4速MTだったが1954年にATがオプション設定され、これに伴いSタイプとロールス・ロイス・シルヴァークラウドが1955年から搭載した4,887 ccユニットを先行して搭載した。生産台数は208台で、その全てコーチビルドボディを搭載していた。このうちH・J・ミュリナー製クーペ193台、パークウォード製のクーペと4席オープン合わせて6台、グレイバー3台、フラネイ5台、ピニンファリーナ1台であった。実測の最高速度は初期型で171 km/hとも185 km/hとも言い、4,887 ccエンジン搭載車は188 km/hに達した。戦後のロールス・ロイス、ベントレーを通じて最も素晴らしい車とする評価もある。
生産4号車はアメリカの富豪でカーガイであったブリッグス・カニンガムがエンジンを後の4.9リットルに載せ替えて愛用した。